# One More River
One More River és una pel·lícula dramàtica de misteri estatunidenca del 1934 dirigida per James Whale. Va ser produïda i distribuïda per Universal Pictures i protagonitzada per Colin Clive, Diana Wynyard i l'actriu teatral Mrs Patrick Campbell en una de les seves poques pel·lícules. La pel·lícula va marcar el debut a la pantalla de Jane Wyatt. Es basa en la novel·la del mateix títol de 1933 de John Galsworthy.
La novel·la era la conclusió d'una trilogia que el guanyador del Premi Nobel va concebre com un suplement de la seva popular The Forsyte Saga, que parlava de generacions d'una família anglesa de la classe mitjana alta durant el període en què l'estabilitat de l'era victoriana va donar pas a les incerteses i tensions de la modernitat. Universal va aconseguir els drets cinematogràfics d'aquest best-seller i va cedir el prestigiós projecte al seu director estrella, James Whale.
Filmada de maig a juliol de 1934, One More River va ser una de les primeres pel·lícules sotmeses a la censura rigorosa de la Production Code Administration sota Joseph Breen, que va entrar en vigor a mitjans de 1934.
Es conserva un tràiler de la pel·lícula a la col·lecció de la Biblioteca del Congrés dels Estats Units, National Audio-Visual Conservation Center.

## Argument
La Clare, Lady Corven (Diana Wynyard) i Sir Gerald Corven (Colin Clive) són, aparentment, una parella britànica de classe alta feliçment casada. Però en privat, el marit de Lady Clare és abusiu física i emocional cap a ella, i un dia no pot aguantar més i abandona la relació. La Clare reserva un passatge en un vaixell, on es fa amiga d'un jove amable i guapo, Tony Croom (Frank Lawton).
Encara que la seva relació segueix sent estrictament platònica, Tony mostra forts sentiments per Lady Corven, que són degudament assenyalats per un detectiu privat contractat per Sir Gerald per vigilar la seva dona. Sir Gerald amenaça amb pintar la relació de Clare amb Tony d'una manera poc afavoridora al tribunal, sent aquest un moment en què el divorci es considerava escandalós, especialment entre les classes privilegiades d'Anglaterra.

## Repartimentt
- Diana Wynyard com a Clare Corven
- Colin Clive com Sir Gerald Corven
- Frank Lawton com Tony Croom
- Mrs Patrick Campbell com Lady Mont
- Jane Wyatt com a Dinny Charwell
- Reginald Denny com a David Dornford
- VS. Aubrey Smith com el general Charwell
- Henry Stephenson com Sir Lawrence Mont
- Lionel Atwill com a Brough
- Alan Mowbray com a Forsythe
- Kathleen Howard com Lady Charwell
- Gilbert Emery com el jutge
- E. E. Clive com a Chayne
- Robert Greig com a Blore
- Tempe Pigott com a Sra. Purdy

## Recepció
En una ressenya contemporània, The New York Times va escriure: "R. C. Sherriff i James Whale, que es van distingir com a equip pel seu hàbil maneig de la pel·lícula del llibre de H. G. Wells, "L'home invisible", han fet una gran pel·lícula a partir de l'última novel·la del difunt John Galsworthy."
Més recentment, Chris Fujiwara va escriure a TCM.com, "One More River es va estrenar l'agost de 1934 amb un gran entusiasme de la crítica, que no va ser igualat per l'interès popular. El mediocre rendiment de taquilla de la pel·lícula, juntament amb el seu to gentil i la seva concentració detallada en la textura de la interacció social, van ajudar a condemnar la pel·lícula a una negligència immerescuda. Poques vegades s'ha revifat i ha rebut poca atenció per part de crítics o historiadors, excepte en el context de l'apreciació de l'auteurista de la carrera de Whale. One More River necessita redescobriment." L'interès per la senyora Patrick Campbell, i la seva relació amb George Bernard Shaw, també poden despertar actualitat a la pel·lícula.
L'historiador del cinema William K. Everson va considerar la pel·lícula "amb diferència, l'intent més reeixit de Hollywood de posar qualsevol aspecte d'Anglaterra a la pantalla". Everson va escriure: "Potser com a anglès sóc nostàlgicament excessivament entusiasta perquè mai he vist una pel·lícula de Hollywood tan convincent i "encertada" sobre Anglaterra... Potser també sóc nostàlgicament entusiasta pel seu reflex agradable, amable i civilitzat d'un Anglaterra que en gran part ja no és"....En el seu estil visual, la pel·lícula confirma l'immens talent de Whale, encara massa poc conegut a part de Frankenstein (1931),  The Old Dark House, L'home invisible i La núvia de Frankenstein  (1935). La primera aparició de Colin Clive, en una sèrie de quatre plans que mostren la seva arrogància rígida i la seva cara superior, és una entrada tan devastadora com qualsevol dolent de la pantalla. La seqüència de la sala del tribunal és una peça sorprenent de la realització de pel·lícules, amb la càmera mòbil elaborada de Whale accentuant la immensitat de l'espai i posant en marxa els rics contrastos en els estils d'actuació entre els participants."